# Müon
A müon az elektron nagyjából 200-szor nehezebb „testvére" a második részecskecsaládból. Elemi részecske, azon belül a leptonok közé soroljuk.
| Töltés            | -e = -1,602 176 634⋅10−19 C                      |
| Nyugalmi tömeg    | 1,883 531 40(33) ⋅10−28 kg = 207·me              |
| Nyugalmi energia  | 105,658 3692(94) MeV = 1,692 833 60(29) ⋅10−11 J |
| Mágneses momentum | 4,490 447 99(40)⋅10−26 J T−1                     |
| Spin              | 1/2 (fermion)                                    |
| Élettartam        | 2,2 · 10−6 s                                     |
| g-faktor          | -2,002 331 8396(12)                              |

Bomlása:
{\displaystyle \mu ^{-}\rightarrow e^{-}+\nu _{\mu }+{\bar {\nu }}_{e}}

A müon bomlásának Feynman-gráfja. A müon elbomlik egy müon-neutrínóra és egy virtuális W-bozonra, ez utóbbi tovább bomlik egy elektronra és egy anti-elektronneutrínóra.

müon → elektron + müonneutrínó + antielektronneutrínó
{\displaystyle \mu ^{+}\rightarrow e^{+}+{\bar {\nu }}_{\mu }+\nu _{e}}
antimüon → pozitron + antimüonneutrínó + elektronneutrínó

## Müonos atomok
A müon volt az első olyan elemi részecske, amely nem volt megtalálható a közönséges atomban. A negatív müonok mégis helyettesíteni tudják az elektronokat a közönséges atomokban, úgynevezett müonos atomokat hozva létre. Ezek az atomok viszont kisebbek, mint a nekik megfelelő elektronos atomok, mivel a perdületmegmaradás értelmében a nehezebb müonnak közelebb kell keringenie az atommaghoz, mint a könnyebb elektronnak.
A pozitív müon, ha megáll a közönséges anyagban, képes összekapcsolódni egy elektronnal, és müóniumot (Mu) hoz létre, melyben a müon játssza el az atommag szerepét.

## Története
1937-ben Carl David Anderson, Neddermeyer, Street és Stevenson fedezte fel a kozmikus sugárzásban.
Az a tény, hogy a kozmikus sugárzásban keletkező müon rövid élettartama ellenére is eléri a földfelszínt, a speciális relativitáselmélet által megjósolt idődilatáció egyik bizonyítéka. A tengerszinten átlagosan 200 müont lehet mérni négyzetméterenként és másodpercenként Németországban. (Valószínűleg nálunk is hasonló érték lehet.)
A Fermilab által irányított Muon g - 2 kísérlet 2021-ben publikált eredményei megerősítették, hogy a müon mágneses momentumának értéke nem összeegyeztethető a részecskefizika jelenleg elfogadott standard modelljével. Egyelőre nem világos, hogy milyen elmélet magyarázhatná meg az eltérést.